# Meroglossa itamuca
Meroglossa itamuca är en biart som först beskrevs av Cockerell 1910.  Meroglossa itamuca ingår i släktet Meroglossa och familjen korttungebin. Inga underarter finns listade i Catalogue of Life.

## Bildgalleri

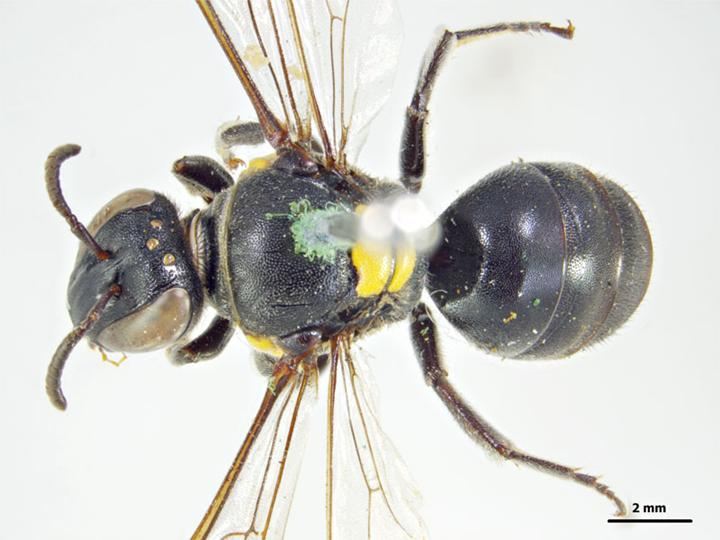
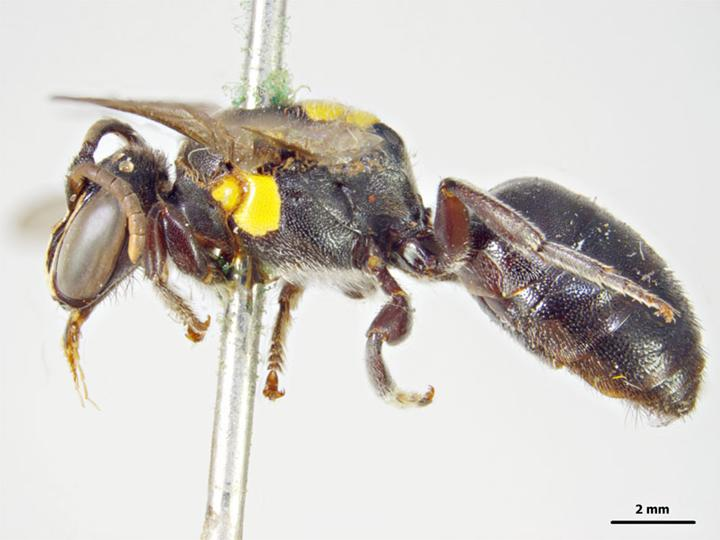